# Jan Wiegers

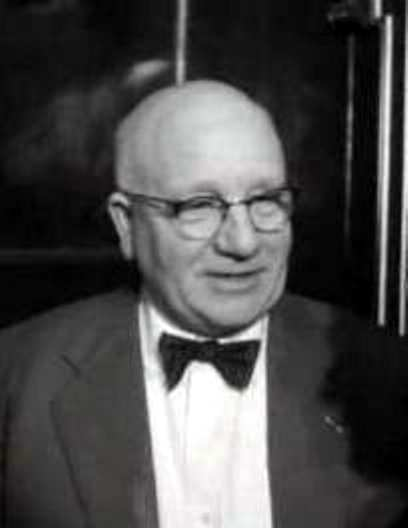
Jan Wiegers (1956)

Jan Wiegers (Kommerzijl, 31 de julio de 1893 – Ámsterdam, 30 de noviembre de 1959) fue un pintor holandés, adscrito al expresionismo. 
Estudió en la Academia Minerva de Groninga, así como en Róterdam y La Haya. En 1917 se hizo miembro del grupo de artistas De Ploeg ('El Arado'), cercanos a Die Brücke pero con tendencia a la abstracción. Durante una estancia en Davos, Suiza, en 1920, trabó amistad con el artista alemán Ernst Ludwig Kirchner, del que recibiría una gran influencia. En 1934 se fue a vivir a Ámsterdam, donde en 1953 fue nombrado profesor de la Academia Nacional (Rijksacademie). 
- Datos: Q2675322
- Multimedia: Jan Wiegers / Q2675322